# ピシディア

古代のアナトリア

ピシディア（英語：Pisidia）はトルコの小アジア南部の古代の地名。リュキアの北に位置し、カリア（Caria）、リディア、パンフィリア、フリギアと国境を接した。現在のトルコ・アンタルヤ県にほぼ含まれる。